# Edificio Avianca

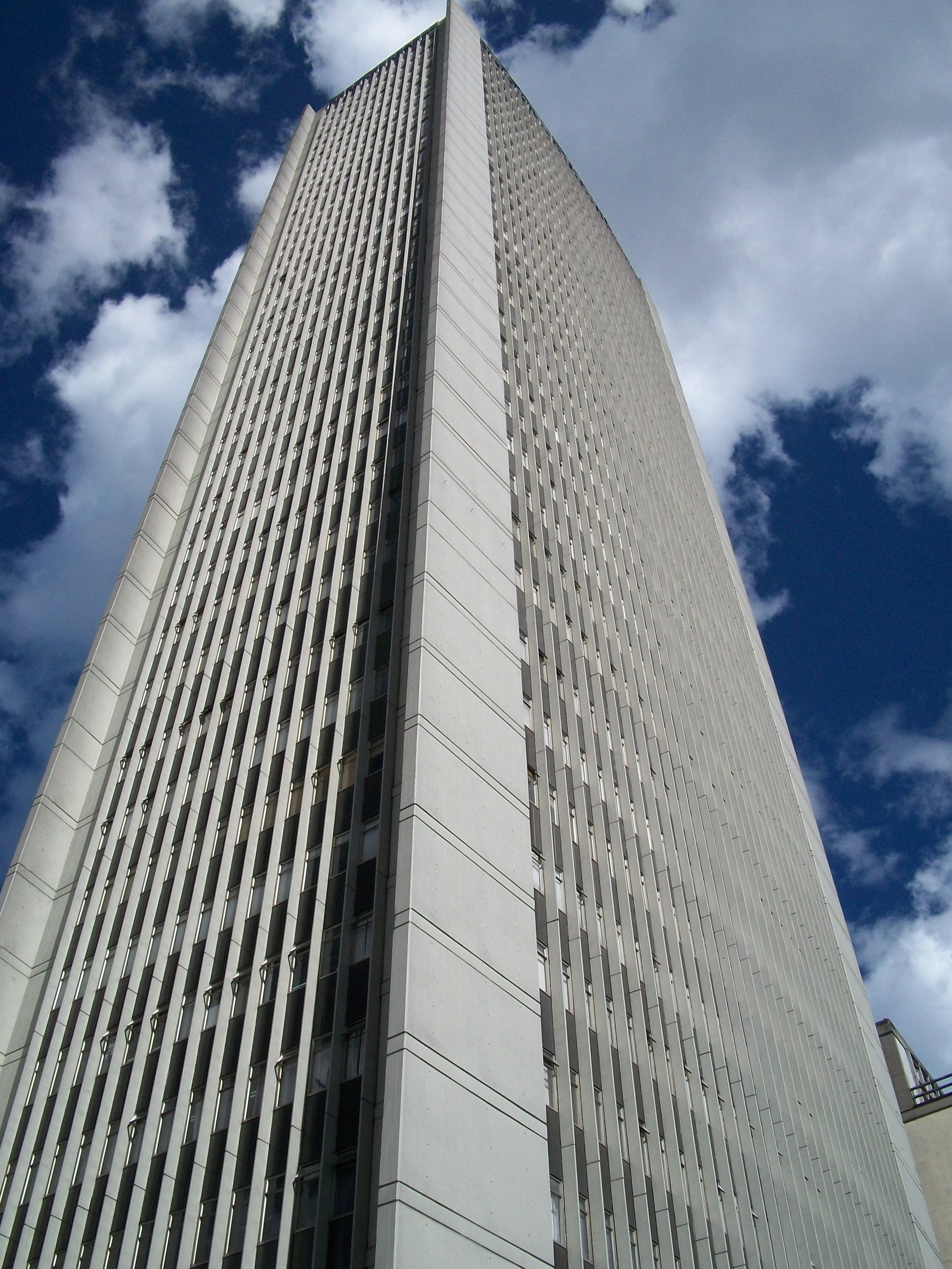
Vue de la tour Edificio Avianca.

L'Edificio Avianca est un gratte-ciel de Bogota, situé sur la carrera Séptima, près du parque Santander. La tour appartient à l'entreprise Avianca, d'où le nom de l'édifice.

## Historique
Il a été inauguré en 1969, a une hauteur de 161 mètres, compte 41 étages et 17 ascenseurs. 